# کلان‌سونامی

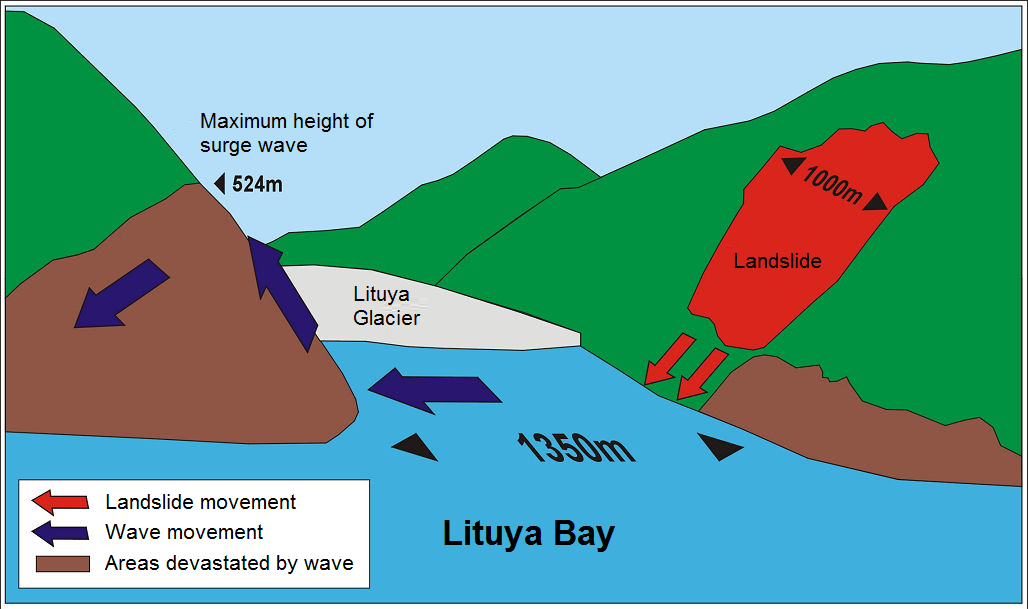
نمودار کلان‌سونامی خلیج لیتویا در سال ۱۹۵۸ که وجود مگاسونامی را ثابت کرد. نمودار حرکت زمین لغزش، حرکت موج و مناطقی که توسط موج (با استفاده از فلش) ویران شده بود را نشان می‌دهد.

کلان‌سونامی یا مگاسونامی (به انگلیسی: Megatsunami)، موج بسیار بزرگی است که در اثر جابجایی بزرگ و ناگهانی مواد به داخل بدنه‌ای از آب ایجاد می‌شود.
کلان‌سونامی‌ها ویژگی‌های کاملاً متفاوتی با سونامی‌های معمولی دارند. سونامیهای معمولی در اثر فعالیت‌های تکتونیکی زیر آب (حرکت صفحه‌های زمین) ایجاد می‌شوند و بنابراین در امتداد مرزهای صفحه‌ها و در نتیجه زلزله و در پی آن بالا آمدن یا سقوط در کف دریا که حجمی از آب را جابجا می‌کند، رخ می‌دهد. سونامی‌های معمولی امواج کم‌عمقی را در آب‌های ژرف اقیانوس ایجاد می‌کنند که با نزدیک شدن به خشکی، ارتفاع آن به‌طور چشمگیری افزایش می‌یابد. در مواقعی هست که قوی‌ترین زمین‌لرزه‌ها به حداکثر ارتفاع حدود ۳۰ متر (۹۸ فوت) می‌رسد. در مقابل، کلان‌سونامی زمانی رخ می‌دهد که مقدار زیادی از مواد به‌طور ناگهانی در آب یا هر جایی نزدیک به آب سقوط می‌کند (مانند برخورد شهاب‌سنگ یا فعالیت‌های آتشفشانی). آن‌ها می‌توانند ارتفاع موج اولیه بسیار بزرگی داشته باشند که از صدها و احتمالاً تا هزاران متر؛ بسیار فراتر از ارتفاع هر سونامی معمولی است. این ارتفاع موج غول‌پیکر به این دلیل رخ می‌دهد که آب در اثر ضربهٔ برخورد یا جابجایی به سمت بالا و بیرون پاشیده می‌شود.
نمونه‌هایی از کلان‌سونامی‌های مدرن عبارتند از: فوران کراکاتوآ در سال ۱۸۸۳ (فوران آتشفشانی)، کلان‌سونامی خلیج لیتویا در سال ۱۹۵۸ (لغزش زمین به خلیج).

## نگاه کلی
کلان‌سونامی، یک سونامی با دامنه موج اولیه با ارتفاعی است که در ده‌ها، صدها و احتمالاً تا هزاران متر اندازه‌گیری می‌شود. کلان‌سونامی نوعی رویداد جدا از یک سونامی معمولی است و توسط مکانیسم‌های فیزیکی مختلفی ایجاد می‌شود.

## کلان سونامی‌های احتمالی
در سال ۲۰۰۰ در یک مستند تلویزیونی بی‌بی‌سی کارشناسان گفتند که تصور آنها این است که محتمل‌ترین علت یک مگاسونامی در آینده، رانش زمین در یک جزیره آتشفشانی اقیانوسی است. اندازه و قدرت موجی که توسط چنین سونامی ایجاد می‌شود، می‌تواند اثرات مخربی داشته باشد. اگر چه هنوز این نظریه ناقص هست اما کارشناسان میگویند که این موج می‌تواند از اقیانوس‌ها عبور کند و تا ۲۵ کیلومتری (۱۶مایلی) از ساحل در داخل خشکی پیشروی کند.